# سقنقور ناتئ الأسنان
سقنقور ناتِئُ الأسْنان (الاسم العلمي: Plestiodon)، جنس سحالي من فصيلة السقنقورية. يحتوي الجنس على العديد من الأنواع المصنفة سابقًا ضمن جنس أم الحيات، باستثناء الأنواع الموضوعة الآن في جنس سقنقور متوسط. تمتد مواطنها من شرق آسيا إلى جميع أنحاء أمريكا الشمالية من جنوب كندا جنوبًا إلى المكسيك، بما في ذلك جزر المحيطات مثل برمودا.